# Slava Cercheză
Slava Cercheză là một xã thuộc hạt Tulcea, România. Dân số thời điểm năm 2002 là 2936 người.